# 1860年7月18日日食
1860年7月18日日食为一次在协调世界时1860年7月18日出現的日全食。該次日食食分為1.0500，食甚維持3分39秒。

## 概述
這次日食的食分是1.0500，全食維持3分39秒。

## 基本參數
- 類型：日全食
- 食甚資料：
  - 日期：1860年7月18日
  - 時間：14時26分24秒
  - 地點：52N 20W
  - 食分：1.0500
  - 日全食持續時間：3分39秒

## 外部連結
- NASA日食專頁（页面存档备份，存于）（英文）